# Gaston Godel
Gaston Godel   (Givisiez, 19 d'agost de 1914 - Domdidier, 17 de febrer de 2004) fou un atleta suís, especialista en marxa atlètica, que va competir durant les dècades de 1940 i 1950.
El 1948 va prendre part en els Jocs Olímpics d'Estiu de Londres, on guanyà la medalla de plata en la cursa dels 50 quilòmetres marxa del programa d'atletisme.
En el seu palmarès també destaquen tres campionats nacionals dels 50 quilòmetres marxa, el 1945, 1947 i 1948.
La mort de la seva dona el 1955 va fer que es retirés de la competició. Amb tot, va prendre part en proves populars fins a edat molt avançada.

## Millors marques
- 50 quilòmetres marxa. 4h 46'19" (1945)[1]